# Жозеф Бальзамо (пьеса)
«Жозеф Бальзамо» (фр. Joseph Balsamo) — историческая драма французских писателей Александра Дюма-отца и Александра Дюма-сына, написанная предположительно до 1870 года на основе одноимённого романа Дюма-отца. Впервые поставлена на сцене в 1878 году, полностью не опубликована.

## Сюжет
Действие пьесы происходит в 1770—1774 годах. Алхимик Жозеф Бальзамо организует заговор, чтобы свергнуть французскую монархию, и старается всеми способами дискредитировать корону. Он предсказывает трагическую судьбу жене дофина Марии Антуанетте Австрийской. Фрейлину дофины Андреа, дочь барона де Тавернье, в замке которого Бальзамо когда-то нашёл приют, опаивают наркотиками, чтобы Людовик XV смог овладеть ею. Однако король решает, что Андреа мертва, и оставляет её. После этого Андреа насилует её молочный брат Жильбер. Бальзамо вводит девушку в состояние гипноза и приказывает ей забыть о случившемся, а Жильбер уплывает в Америку.

## История текста
Написать пьесу на основе романа «Жозеф Бальзамо» Дюма-отец планировал с момента публикации книги (1848). Четыре сцены ранней версии пьесы обнаружила в Праге исследовательница Мария Ульрихова. В 1859 году Дюма заявил на страницах своей газеты «Монте-Кристо», что создал по мотивам романа комедию «Жан Дюбарри», текст которой до сих пор не найден. Позже он предложил написать драму «Жозеф Бальзамо» своему сыну, а 10 сентября 1864 года сообщил в письме императору Наполеону III, что пишет эту пьесу сам и что опасается цензуры. В письме от 4 октября того же года Дюма рассказал, что надеется закончить работу к январю.
Считается, что Дюма успел дописать пьесу (он умер 5 декабря 1870 года). Дирекция театра Одеон попросила Александра Дюма-сына доработать «Жозефа Бальзамо», но тому понадобилось много времени. В итоге премьера состоялась 18 марта 1878 года, причём на афишах было только имя Дюма-сына. В газете «Фигаро» накануне этого события был опубликован пролог к пьесе, исключённый из сценического варианта текста. Во вступлении уточнялось, что, если бы пролог не вычеркнули, спектакль затянулся бы на пять часов.
В том же году пролог был опубликован в издательстве Claye отдельной 19-страничной брошюрой. Основной текст остался неизданным из-за равнодушия зрителей (спектакль продержался на сцене всего месяц) и критики со стороны как легитимистов, так и республиканцев: представителям обоих течений не понравились взгляды авторов пьесы на истоки революции. Фернанда Бассан нашла две полные рукописи «Жозефа Бальзамо»: текст Дюма-отца и текст, отредактированный Дюма-сыном.